# Syngrapha octoscripta
Syngrapha octoscripta là một loài bướm đêm trong họ Noctuidae.